# Đại chủng viện Đức Mẹ Vô nhiễm Nguyên tội, Bùi Chu
Chủng viện Đức Mẹ Vô Nhiễm – Bùi Chu hay Đại Chủng viện Bùi Chu (Immaculate Conception Major Seminary in Bùi Chu - ICSB), tọa lạc tại xã Xuân Ngọc, huyện Xuân Trường, tỉnh Nam Định, là Chủng viện Giáo phận Bùi Chu, được Cố giám mục chính tòa giáo phận Bùi Chu Giuse Hoàng Văn Tiệm thiết lập ngày 2 tháng 2 năm 2010, chiếu theo Giáo luật các điều 51 và 237-239, như đã được hướng dẫn và khích lệ bởi Văn thư số 5202/09 của Hồng y Ivan Dias, Tổng trưởng Bộ Loan báo Tin Mừng (LBTM) cho các Dân tộc. Cho đến nay (2024), Chủng viện đã hoạt động sang năm thứ mười lăm, đã và đang huấn luyện cho hơn ba trăm chủng sinh, với 166 chủng sinh đã tốt nghiệp, trong đó 64 thầy đã chịu chức linh mục và 19 thầy đã chịu chức phó tế.
| Đại Chủng viện Đức Mẹ Vô Nhiễm – Bùi Chu |                      |                                                               |
| Khẩu hiệu                                | Khẩu hiệu            | Martyrium, Maria, Missio ("Tận hiến, Thánh mẫu, Truyền giáo") |
| Thiết lập                                | Thiết lập            | 2010                                                          |
| Hình thức                                | Hình thức            | Chủng viện giáo phận, Giáo hội Công giáo Rôma.                |
| Nơi tọa lạc                              | Nơi tọa lạc          | Xã Xuân Ngọc, huyện Xuân Trường, tỉnh Nam Định, Việt Nam      |
| Tòa nhà                                  | Tòa nhà              | 2                                                             |
| Ca khúc truyền thống                     | Ca khúc truyền thống | “Ta là Mẹ Vô Nhiễm” – Tuấn Phong, với tiểu khúc 4 lời mới.    |
| Biệt Danh                                | Biệt Danh            | ICSB, CVBC                                                    |

## Giới thiệu khái quát

### Lịch sử hình thành
Ngay khi nhận trọng trách giám mục chính tòa Giáo phận Bùi Chu vào năm 2001, Giám mục Giuse Hoàng Văn Tiệm đã nghĩ đến việc xây cơ sở đại chủng viện. Trước hết là ý tưởng về một ngôi nhà dành cho các ứng sinh muốn theo đuổi ơn gọi linh mục. Lý do là vì Bùi Chu lúc ấy đang thiếu trầm trọng các linh mục để có thể đáp ứng nhu cầu mục vụ ngày càng tăng của Giáo phận, trong khi đầu vào tại Đại chủng viện Thánh Giuse Hà Nội lại rất hạn chế.
Năm 2007, giám mục Hoàng Văn Tiệm đã làm phép và đặt viên đá đầu tiên khởi công ngôi nhà đại chủng viện, trong khi đó, Tổng giám mục Tổng giáo phận Hà Nội Giuse Ngô Quang Kiệt gửi đơn xin Bộ Loan báo Tin Mừng cho các Dân tộc để xin lập đại chủng viện mới dành cho các địa phận Dòng (Đaminh): Bùi Chu, Hải Phòng, Bắc Ninh và Lạng Sơn.
Ngày 14 tháng 2 năm 2008, Giám mục Giuse Tiệm gửi đơn thư và các tài liệu liên quan lên Bộ Loan Báo Tin Mừng trực thuộc Tòa Thánh. Bộ đã trả lời bằng số 1308/08 với những chỉ dẫn và đề nghị cho việc sửa đổi và bổ sung cần thiết để dự án được chấp nhận. Ngày 1 tháng 6 năm 2009, Giám mục Hoàng Văn Tiệm một lần nữa gửi lại đơn xin và bổ sung tất cả những tài liệu cần thiết lên Bộ Loan báo Tin Mừng.
Ngày 7 tháng 12 năm 2009, Bộ Loan báo Tin Mừng ra văn thư số 5202/09 phê chuẩn việc thành lập Đại Chủng viện Đức Mẹ Vô Nhiễm – Bùi Chu. Với sự phê chuẩn chính thức này, sau khi đã thảo luận với các đại diện của các Giáo phận Hải Phòng, Giáo phận Bắc Ninh và Giáo phận Thái Bình, ngày lễ Đức Mẹ dâng Con vào Đền Thánh, ngày 2 tháng 2 năm 2010, Giám mục Giuse Hoàng Văn Tiệm chính thức ban hành sắc lệnh thiết lập Đại Chủng viện mới.
Hiện tại (2024) có 132 chủng sinh đang theo học, chia làm 8 lớp (lớp tu đức, 2 lớp triết học, lớp thử và 4 lớp thần học); ngoài ra, còn có 54 chủng sinh thuộc các lớp tập vụ (đã tốt nghiệp Chủng viện và đang chuẩn bị tiến chức).

### Những mốc thời gian
- Năm 2007 – đặt viên đá khởi công tòa nhà số 1.
- Năm 2008 – khánh thành tòa nhà số 1.
- Ngày 7 tháng 12 năm 2009 –  phê chuẩn chính thức việc thành lập đại chủng viện tại Bùi Chu.
- Ngày 2 tháng 2 năm 2010 – ban hành Sắc lệnh thiết lập Đại Chủng viện Đức Mẹ Vô Nhiễm – Bùi Chu.
- Năm 2012 – đặt viên đá khởi công tòa nhà số 2 của Đại Chủng viện.
- Ngày 29 tháng 11 năm 2013 – Khánh thành tòa nhà số 2 Đại Chủng viện vơi sự tham dự của Đại Diện Tòa Thánh và các Giám mục trong Giáo tỉnh Hà Nội.
- Ngày 9 tháng 8 năm 2017 – Nhận Quyết định của Nhà nước công nhận Chủng viện Bùi Chu là Đại Chủng viện thứ tám của Việt Nam.

### Nhân sự điều hành
Giám đốc tiên khởi là Giám mục Giuse Hoàng Văn Tiệm, phó giám đốc là linh mục Giuse Trần Quốc Tuyến, linh hướng là linh mục Micae Trần Minh Huy và các linh mục đồng hành: Phaolô Đinh Quang Tiến, Giuse Phạm Quốc Điêm, Đaminh Trần Ngọc Đăng, Giuse Mai Văn Châu, Vinhsơn Ngô Viết Lục, Vinhsơn Đỗ Huy Hoàng, Giuse Mai Xuân Thanh, Vinhsơn Mai Văn Kính, Giuse Nguyễn Văn Toanh.
Từ năm 2013-2023, Giám mục Tôma Vũ Đình Hiệu là giám đốc, phó giám đốc là linh mục Đaminh Trần Ngọc Đăng và các linh mục đồng hành: Giuse Mai Văn Kính, Giuse Trần Thiện Tĩnh, Giuse Nguyễn Văn Quynh, Gioakim Ngô Minh Mạnh (+), Giuse Vũ Đình Lâm,  Đaminh Phan Duy Hán, Giuse Lê Văn Dương, Giuse Vũ Ngọc Tứ, Giuse Phạm Văn Chỉnh, Vinh sơn Đinh Minh Thỏa, Giuse Đỗ Văn Khang, Vinh sơn Lê Quang Hiệp, Giuse Phạm Văn Thanh, Gioakim Nguyễn Hữu Văn…
Từ niên khóa 2023-2024, Ban Giám Đốc mới gồm:
- Giám đốc Chủng viện: Linh mục Đaminh Trần Ngọc Đăng
- Phó giám đốc Chủng viện: Linh mục Giuse Nguyễn Văn Quynh
- Giám linh: Linh mục Vinhsơn Đinh Minh Thỏa
- Giám học: Linh mục Đaminh Trần Ngọc Đăng (Ban Thần) và Linh mục Giuse Nguyễn Văn Quynh (Ban Triết)

- Giám thị: Linh mục Giuse Vũ Đình Lâm (Ban Thần) và Linh mục Giuse Phạm Văn Bảo (Ban Triết)
- Quản lý: Linh mục Giuse Vũ Văn Hiếu Lưu trữ ngày 16 tháng 10 năm 2012 tại Wayback Machine
- Văn phòng: Linh mục Phaolô Phạm Thế Đoàn

Khẩu hiệu được thể hiện nơi logo của Đại Chủng viện:
- Tử đạo/Tận hiến: tinh thần tử đạo, sẵn sàng hy sinh phục vụ và làm chứng (hình nhành lá thiên tuế và bông lúa);
- Thánh Mẫu: lòng sùng kính đặc biệt với Đức Mẹ, nhất là noi gương thanh bần, thánh khiết và bác ái của Mẹ (hình ảnh triều thiên, ngôi sao và Mẹ Vô Nhiễm);
- Truyền giáo: tinh thần “Ra Khơi”, sẵn sàng ra đi loan báo Tin Mừng cho muôn dân (hình ảnh con thuyền).

## Chương trình đào tạo
- Nguồn:[1]

### Ba tiêu chí đào tạo nhắm tới:
- Đào tạo toàn diện: nhân bản, thiêng liêng, tri thức, mục vụ;
- Đào tạo có chiều sâu: hướng tới đời sống nội tâm gắn bó mật thiết với Chúa;
- Đào tạo hướng tới truyền giáo: sống tinh thần nghèo khó Tin Mừng và hăng say truyền giáo.

### Định hướng và Chương trình đào tạo
CVBC theo hướng dẫn của HĐGM Việt Nam qua văn bản “ĐÀO TẠO LINH MỤC – Định hướng và chỉ dẫn” (Ratio institutionis sacerdotalis & Ratio studiorum) ban hành ngày 11 tháng 4 năm 2012.
Áp dụng vào hoàn cảnh Bùi Chu, Đại Chủng viện được cố gắng xây dựng thành “Ngôi Nhà”: nhà Chúa, nhà chung và nhà trường, với mục đích đào luyện các chủng sinh thành người của Thiên Chúa, sống vì mọi người, có tri thức vững chắc và tâm hồn tông đồ nhiệt thành.
-  Người của Thiên Chúa: chiều kích thiêng liêng (PDV 45-50, Ratio 256-261, 287-307, 381-385);
-  Người vì mọi người: chiều kích nhân bản  (PDV 43-44, Ratio 254-255,  273-287, 263-280).
-  Người có tri thức: chiều kích tri thức và mục vụ (PDV 51-62, Ratio 262-263, 308-335, 386-420).
Chương trình huấn luyện tại chủng viện bao gồm 8 năm: 1 năm tu đức, 2 năm triết học, 1 năm thử và 4 năm thần học.

### Cơ quan xuất bản
- Tạp chí Ra Khơi, phát hành theo chủ đề, 2-4 lần trong năm, với các bài viết do các giáo sư chủng viện và chủng sinh đóng góp.
- Tủ sách Ra Khơi: tái bản sách cũ và ấn hành sách mới.

### Điều kiện gia nhập Đại Chủng viện Đức Mẹ Vô Nhiễm Bùi Chu

#### Ứng sinh dự thi
- Các ứng sinh tham gia thi tuyển vào Đại Chủng viện Bùi Chu phải là những người đã được thẩm định về đạo hạnh và trí tuệ, có sức khỏe thể lý và tâm lý tốt, có ý muốn ngay thẳng và được coi là có đủ khả năng hiến thân trọn đời cho các tác vụ thánh (x. GL 241; 1029).
- Ngoài ra, các ứng sinh phải là những thanh niên không quá 30 tuổi, không mắc bệnh truyền nhiễm, có thanh danh tốt, đã tốt nghiệp Đại học, có khả năng căn bản về ngoại ngữ và đã có thời gian học hiểu từ về ơn thiên triệu theo chương trình của Giáo phận. Những trường hợp đặc biệt cần có sự chuẩn nhận minh thị của Đấng Bản Quyền liên hệ.
- Với các ứng sinh thuộc Giáo phận Bùi Chu phải sinh hoạt trong lớp Dự tu của Giáo phận ít là 03 năm trước khi về tham dự lớp Tiền Chủng viện.

#### Các môn thi
1. Giáo Lý: Kiểm tra sự hiểu biết căn bản về Giáo Lý Công giáo (theo trí nhớ và trí hiểu). Nội dung: Bản Toát Yếu Sách Giáo Lý Của Hội Thánh Công giáo, bản dịch của Ủy ban Giáo Lý Đức Tin thuộc Hội đồng Giám mục Việt Nam, Nhà xuất bản Tôn Giáo, Hà Nội 2013, Phần I: Tuyên xưng đức tin (từ số 1 đến 217).
2. Việt Văn: Yêu cầu viết đúng chính tả, viết đúng câu văn, diễn đạt ý tưởng rõ ràng mạch lạc, biết cách trình bày một bài nghị luận hay một mẫu đơn, thư.
3. Anh Văn: Sát hạch kiến thức căn bản về Anh ngữ, tương đương trình độ A.

#### Trúng tuyển
Kết quả của Kỳ Thi Tuyển Sinh sẽ được gửi về quý Giáo phận. Các thí sinh được coi là trúng tuyển vào Đại Chủng viện Bùi Chu phải đạt số điểm trung bình tất cả các môn thi từ 6/10 trở lên và không có môn nào bị điểm liệt (dưới 3 điểm). Những người đã trúng tuyển mà chưa thể nhập học ngay thì được lưu điểm cho năm sau.

## Hình ảnh khác
Nguồn: